# Línea Linares-Puente Genil
La línea Linares-Puente Genil, conocida coloquialmente como el «tren del Aceite», fue una línea férrea española de ancho ibérico que transitaba por las provincias de Córdoba y Jaén. El trazado recibía su nombre al importante papel que tenía el transporte del aceite por sus vías.
La línea fue construida entre 1879 y 1893, entrando en servicio en el último año. Las obras corrieron a cargo de la Compañía de los Ferrocarriles Andaluces, que debió acometer importantes obras de fábrica para salvar la orografía de la Subbética. El trazado tenía su cabecera en la estación de Linares-Zarzuela, disponiendo también de enlaces con otras líneas a través de los nudos ferroviarios de Espeluy y Puente Genil. En su momento este ferrocarril llegó a tener un importante tráfico tanto de pasajeros como de mercancías, en especial del aceite, producto agrícola con gran presencia en esta zona de Andalucía. Tras haber atravesado durante sus últimos años una marcada decadencia, la mayor parte del trazado sería clausurado al tráfico en octubre de 1984.
Tras su clausura, las vías fueron levantadas y algunas estaciones llegaron a ser desmanteladas. La mayor parte del antiguo trazado ha sido recuperado para uso de carácter peatonal y cicloturista bajo el formato de vía verde, en dos tramos: la vía verde del Aceite, que transita por la provincia de Jaén; y la vía verde de la Subbética, que lo hace por la provincia de Córdoba. En la actualidad solo se mantiene operativa la sección comprendida entre Espeluy y Jaén.

## Historia

### Orígenes y construcción
El origen de este ferrocarril se sitúa en un proyecto de los empresarios Jorge Loring y Joaquín de la Gándara que buscaban establecer una línea férrea que uniera Linares y Puente Genil, localidad donde enlazaría con la línea Córdoba-Málaga. En aquella época Linares era un importante centro minero e industrial, por lo que existía un fuerte interés entre ciertos sectores por dar salida a los minerales hacia un puerto marítimo. Además, las provincias de  Córdoba y Jaén constituían importantes zonas de producción agrícola, siendo el aceite uno de sus principales productos. El propio Loring firmaría el proyecto de construcción de la línea, en 1875, que argumentaba la necesidad de llevar el ferrocarril a aquellos territorios para favorecer el comercio.
En julio de 1877 el Estado otorgó una concesión para la construcción del trazado, que en 1881 sería transferida a la Compañía de los Ferrocarriles Andaluces. Los trabajos de construcción transcurrieron entre 1879 y 1893, finalizándose ya en 1881 las obras del tramo Espeluy-Jaén. Sin embargo, las obras en otros tramos duraron más tiempo debido a las dificultades geográficas. La sección Puente Genil-Cabra sería completada en junio de 1891; dos años después, a comienzos de 1893, quedarían finalizados los tramos Linares-Espeluy y Jaén-Cabra. El trazado original de esta última sección, que presentaba una orografía complicada, había tenido que ser modificado en 1890. La línea, una vez completada su construcción, sería inaugurada y abierta al tráfico el 22 de enero de 1893.

### Los años de apogeo
Desde bien pronto la línea constituyó una alternativa a la ruta del Guadalquivir que controlaba la compañía MZA, que permitía además llegar a algunas zonas que hasta entonces habían quedado al margen de las conexiones ferroviarias. El trazado también permitía una conexión más directa por ferrocarril entre Madrid y Málaga, sin tener que pasar por Córdoba. Las estaciones de Espeluy y Puente Genil se convirtieron en importantes nudos ferroviarios que mantenían enlaces con las líneas Manzanares-Córdoba y Córdoba-Málaga, respectivamente. Para la explotación de la línea Linares-Puente Genil la compañía «Andaluces» adquirió ocho locomotoras nuevas de la serie 0-4-0, y echó mano de otras diez locomotoras anteriormente adscritas a la línea Córdoba-Belmez. El tráfico de mercancías se centró en el transporte de minerales, aceite de oliva, harina, vinos, etc. En 1918 se inauguró un ramal ferroviario de 6,94 km que partía de la estación de Luque y enlazaba con la población de Baena, una importante localidad agrícola y aceitera. En 1936, durante la Segunda República, «Andaluces» fue incautada por el Estado debido a sus problemas económicos, y asignada la gestión de sus líneas férreas a la Compañía Nacional de los Ferrocarriles del Oeste. Esta situación no duró mucho, ya que en 1941, con la nacionalización de la red férrea de ancho ibérico, la línea pasó a manos de la estatal RENFE.

### Etapa de RENFE
Bajo gestión de RENFE no se realizaron grandes inversiones en la línea, limitándose estas solo al mantenimiento. Durante las décadas de 1940 y 1950 por iniciativa del Sindicato Nacional del Olivo se construyeron almacenes reguladores de aceite en algunas de las estaciones pertenecientes a la línea, como fue el caso de Puente Genil, Lucena, Martos, Torredonjimeno, Jaén o Espeluy. Los depósitos se encontraban situados junto a las estaciones, habilitándose para ello vías de acceso. En la década de 1960 el ferrocarril hubo de afrontar la fuerte competencia del automóvil y el transporte por carretera, factores que limitaron el tráfico. En ese contexto, el ramal Luque-Baena sería clausurado 1 de octubre de 1965, debido a su crónica falta de rentabilidad económica. El 15 de enero de 1970 se clausuró definitivamente el tramo comprendido entre Linares y Espeluy, hecho que se producía tras el cierre al servicio de pasajeros de la estación de Linares-Zarzuela en 1968. Con ello, el tráfico de la línea quedó reducido al trazado comprendido entre Espeluy y Puente Genil. A comienzos de la década de 1970 muchas estaciones de la línea fueron reclasificadas como apeaderos. 

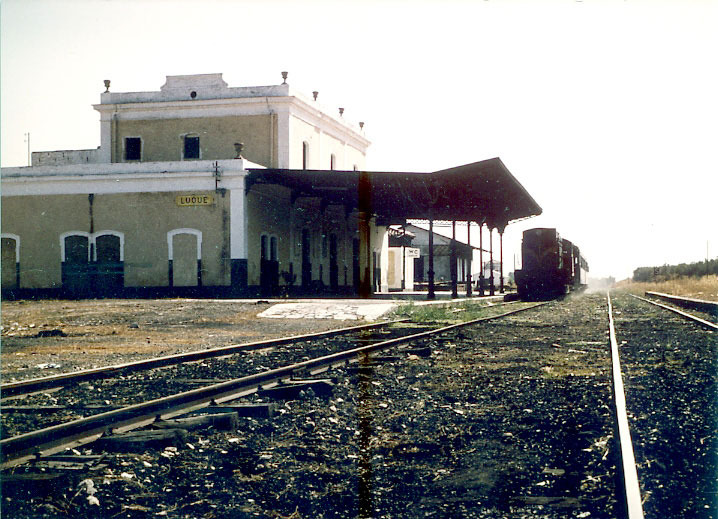
Un tren Ómnibus se detiene en la estación de Luque, c. 1984.

RENFE acometió en 1977 la electrificación del tramo Espeluy-Jaén, lo que permitía su enlace con la red que ya estaba electrificada. Además, por aquellas fechas se construyó una nueva variante ferroviaria cerca de Espeluy. Hasta entonces los trenes procedentes de Madrid con destino Jaén debían ir hasta la estación de Espeluy, donde invertían su marcha para proseguir su camino hasta la capital jiennense. No obstante, estas actuaciones contrastaban con las escasas inversiones realizadas en el tramo Jaén-Campo Real, cuyas infraestructuras se encontraban muy envejecidas.  Durante sus últimos años de actividad la línea atravesó una lánguida existencia, con un tráfico muy reducido. Como excepción, se mantuvo un servicio regular de Ómnibus que hacía trayecto entre las estaciones de Espeluy y Puente Genil.
El 31 de octubre de 1984 la mayor parte del trazado fue clausurado al tráfico ferroviario, debido al accidente sufrido por un convoy a la altura de Alcaudete que dañó los raíles. A pesar de que los daños en la infraestructura fueron reparados, se decidió no reanudar el tráfico comercial. A partir del 1 de enero de 1985 el tramo comprendido entre Jaén y Campo Real fue clausurado definitivamente, al igual que ocurrió en esa misma fecha con otros trazados cuya explotación era considerada altamente deficitaria. Tras ello, muchas de las instalaciones de la línea quedaron abandonadas. Solo se mantuvo operativo el tramo comprendido entre Espeluy y Jaén, que ha continuado funcionando hasta la actualidad.

## Estado actual
Tras la clausura de la línea, las vías fueron levantadas, mientras que algunas de las antiguas estaciones llegaron a ser derribadas. El antiguo trazado entre Jaén y Campo Real ha servido de base para el establecimiento de una amplia vía verde que se divide en dos secciones: la vía verde del Aceite en la provincia de Jaén y la vía verde de la Subbética en la provincia de Córdoba. Ello también ha supuesto que algunas antiguas instalaciones ferroviarias hayan sido recuperadas y rehabilitadas para otros usos. En la actualidad el recorrido constituye una ruta muy popular para senderistas y ciclistas.

## Trazado y características
Se trataba de una línea férrea convencional de 175,849 kilómetros de longitud, en ancho ibérico y vía única. En sus orígenes el trazado no estaba electrificado, aunque en sus últimos tiempos el tramo Espeluy-Jaén llegó a ser electrificado a 3 KV. La línea contó con importantes obras de fábrica: se llegaron a construir más de una decena de puentes y viaductos, así como tres túneles. Por su entidad destacarían el viaducto sobre el río Guadajoz y el viaducto sobre el río Víboras, siendo ambos diseñados por ingenieros franceses y construidos por la empresa gala Dayde & Pille.
Una parte de la línea transitaba por la Subbética, zona que presenta una orografía compleja. Debido a ello, el trazado presentaba un perfil muy accidentado, con un gran predominio de rampas que llegaban hasta las 25 milésimas, ya que desde sus orígenes se buscó que la construcción de la línea no requiriese de grandes inversiones económicas en desmontes y obras de fábrica.
El trazado contaba con más de una quincena de estaciones, además de varios apartaderos y cargaderos. Originalmente en la estación de Puente Genil se situó el depósito titular de locomotoras de la línea, mientras que en la estación de Jaén se situó una reserva de locomotoras. Además, en la estación de Linares-Zarzuela también se estableció otra reserva de locomotoras. Por su parte, en la estación de Espeluy se estableció un puesto fijo de tracción.